# Port de Sendai
 (octobre 2024).
La mise en forme du texte ne suit pas les recommandations de Wikipédia : il faut le « wikifier ».
Les points d'amélioration suivants sont les cas les plus fréquents :
- Les titres sont pré-formatés par le logiciel. Ils ne sont ni en capitales, ni en gras.
- Le texte ne doit pas être écrit en capitales (les noms de famille non plus), ni en gras, ni en italique, ni en « petit »…
- Le gras n'est utilisé que pour surligner le titre de l'article dans l'introduction, une seule fois.
- L'italique est rarement utilisé : mots en langue étrangère, titres d'œuvres, noms de bateaux, etc.
- Les citations ne sont pas en italique mais en corps de texte normal. Elles sont entourées par des guillemets français : « et ».
- Les listes à puces sont à éviter, des paragraphes rédigés étant largement préférés. Les tableaux sont à réserver à la présentation de données structurées (résultats, etc.).
- Les appels de note de bas de page (petits chiffres en exposant, introduits par l'outil «  Source ») sont à placer entre la fin de phrase et le point final[comme ça].
- Les liens internes (vers d'autres articles de Wikipédia) sont à choisir avec parcimonie. Créez des liens vers des articles approfondissant le sujet. Les termes génériques sans rapport avec le sujet sont à éviter, ainsi que les répétitions de liens vers un même terme.
- Les liens externes sont à placer uniquement dans une section « Liens externes », à la fin de l'article. Ces liens sont à choisir avec parcimonie suivant les règles définies. Si un lien sert de source à l'article, son insertion dans le texte est à faire par les notes de bas de page.
- La présentation des références doit suivre les conventions bibliographiques. Il est recommandé d'utiliser les modèles {{Ouvrage}}, {{Chapitre}}, {{Article}}, {{Lien web}} et/ou {{Bibliographie}}. Le mode d'édition visuel peut mettre en forme automatiquement les références.
- Insérer une infobox (cadre d'informations à droite) n'est pas obligatoire pour parachever la mise en page.

Pour une aide détaillée, merci de consulter Aide:Wikification.
Si vous pensez que ces points ont été résolus, vous pouvez retirer ce bandeau et améliorer la mise en forme d'un autre article.
 (octobre 2024).
Port de Sendai (en japonais : 仙台港/せんだいこう) est le terme générique désignant l'ensemble des installations portuaires situées à la surface de l'eau face à la baie de Sendai, qui s'étend sur Préfecture de Miyagi, Ville de Sendai, District de Miyagino, Ville de Tagajo et Ville de Shichigahama.
Dans la zone portuaire définie par la loi portuaire, il fait partie du Port de Sendai-Shiogama à savoir la zone Port de Sendai-Shiogama, zone de Sendai. De plus, selon la loi sur les ports, il est également classé dans la zone de Port de Sendai-Shiogama, zone de Sendai. Au niveau local, il est connu sous le nom de Nouveau port de Sendai ou par son abréviation Nouveau port.
Le gestionnaire du port est la Préfecture de Miyagi. Il est désigné comme port international de base, port de nœud international, port spécifique, port ouvert, port de gestion des entrées et des sorties et de reconnaissance des réfugiés, et port de quarantaine.

## Aperçu
Dans la zone portuaire, le Port de Sendai-Shiogama est constitué de quatre zones : Port de Sendai-Shiogama, zone de Sendai, Port de Sendai-Shiogama, zone de Shiogama, Port de Sendai-Shiogama, zone d'Ichinoseki et Port de Sendai-Shiogama, zone de Matsushima,. Parmi celles-ci, la zone de Sendai comprend non seulement les installations portuaires terrestres, mais aussi une zone maritime allant de la [灯台 de Hanabuchi] (38° 17′ 35,8″ N, 141° 05′ 07,4″ E) à l'embouchure de la [七北田川] (38° 15′ 07,4″ N, 141° 00′ 50″ E).
Ce port a été construit en 1964 (39e année de l'ère Shōwa) dans le cadre de la désignation de la région de la baie de Sendai en tant que nouvelle ville industrielle, en utilisant des terres des anciennes installations de la Chantier naval de Tagajo, qui, durant l'occupation, étaient le site du Camp Roper des forces alliées, ainsi que des zones humides environnantes pour créer une région industrielle côtière. Il a ouvert en juillet 1971, avec des fonctions commerciales ajoutées. En 1991, un plan d'aménagement en tant que port de commerce international a été décidé, ce qui a renforcé ses fonctions commerciales et a fait du port de Sendai un centre logistique pour la préfecture de Miyagi et la région du Tohoku.
Le port maintient des lignes de conteneurs régulières vers l'Amérique du Nord et l'Asie, ainsi qu'avec le port de Keihin, reliant également le transport ferroviaire régulier de conteneurs maritimes avec le Yokohama-go. C'est un port unique au Japon, offrant trois modes de transport pour les conteneurs internationaux : le transport direct maritime, le feeder cabotage et le ferroviaire. De plus, il possède la gare de Sendai, capable de traiter des conteneurs de 40 pieds, l'une des rares dans la région du Tohoku. Il traite des marchandises telles que le pétrole brut, les automobiles, le fioul, le GPL et divers produits. En 2006, le volume de cargaison traité s'élevait à 36,942,000 tonnes, avec 7,024 navires entrant dans le port. Il transporte également des passagers, avec des ferries opérant entre le port de Nagoya et celui de Tomakomai.
Le port de Sendai est également utilisé comme lieu de loisirs. Dans le quartier centré autour du Parc de Minato-hama, des compétitions internationales de triathlon et de beach-volley sont organisées chaque année. La place de la plage du parc central du port de Sendai est dotée de barrières pour éviter les chutes et des pêcheurs y sont souvent aperçus. La plage devant le parc Mukaiyo est un  endroit prisé pour les surfeurs.

## Histoire
Le port de Sendai-Shiogama a vu le jour avec l'établissement d'une base maritime en 1870 sous la direction de la préfecture de Miyagi, un héritage du port de Shiogama de l'époque, qui était le principal port de Sendai. À cette époque, le port de Sendai a été rénové et agrandi pour les grands navires, et le port de Sendai a été conçu pour être un port de commerce moderne avec des fonctions de transport et de gestion des entrées.
En 1964, avec l'approbation de la loi sur les ports, le port a été officiellement classé comme Port de Sendai et a été désigné comme port international de base dans le cadre d'une initiative gouvernementale pour développer les ports en tant que centres de logistique maritime. En 1991, le port a été élargi pour inclure des installations pour la cargaison et le transport de conteneurs.

## Environnement et zones adjacentes
Le port de Sendai se trouve à proximité de la ville de Sendai et des stations de transport en commun telles que le tramway et les lignes de train. À l'est se trouvent plusieurs montagnes, y compris le Mont Zao et Mont Chokai, tandis qu'à l'ouest, on trouve des plages et des zones de loisirs pour la baignade et la navigation. Le port est également adjacent à des zones telles que la ville de Tagajo et Shichigahama, qui sont dotées de nombreuses installations de loisirs et d'hôtels.